# دانشگاه استرالیای شیلی
دانشگاه استرالیای شیلی (به اسپانیایی: Universidad Austral de Chile) یک دانشگاه در شیلی است که در بالدیبیا واقع شده‌است.